# 味楽る!ミミカ
『味楽る!ミミカ』（みらくるミミカ）は、NHK教育テレビジョンで2006年4月3日から2009年3月27日まで放映されていた子供向けの料理・食育番組。

## 概要
『ひとりでできるもん!』（1991年 - 2006年放送）の後継にあたる番組。主人公が一流料理人の育成を目的とする学園に通い、級友達と様々な料理を作りながら成長していく姿を描いたアニメ作品。基本的に月曜日から金曜日までの5回の放送で1つの話が完結し、前番組同様に2週間連続して同じ話が放送される。春日あかね初のオリジナルアニメ企画として製作され、公式Webサイト（オリジナル）の著作権表示は「（C）2003.'07 kasugaakane」となっている。
ウェブコミックのような動く漫画、紙芝居的な表現法を使ったアニメーションに実写映像を融合した作品となっている。コミックスの作者コメントによれば、2006年度放送分はベタやトーンを入れる前の漫画原稿をコンピュータで加工アニメーションにしていた、とのこと。
また、番組中にはキャラクターの台詞の一部がふきだしで表示される。ふきだしにある漢字のルビについては振られていたり、振られていなかったりとまちまちである。中には同じ放送回で簡単な漢字にルビが振ってある一方、高学年で習う漢字にはルビが振られていなかったこともある。また、この番組では、字幕放送とハイビジョン放送の実施は行われなかった。
放映当時の調査によれば、小学生の認知度は85%で視聴者のうち小学生の占める割合は13.6%だった、とのこと。
放送ライブラリーでは第1回が公開。

## 放送日時
曜日は月 - 金曜日で、2006年度は18時00分 - 18時10分（少年少女ゾーン枠）、2007 - 2008年度は17時40分 - 17時50分（あつまれ!わんパーク枠）に放送。
新作が放送された翌週はその再放送となり、2週間ごとに新作が放送される形式を取っている。また、新作と新作の合間に不定期に過去の週の再放送や総集編が入ることもあった。総集編は1週のみの放送が基本だが、2007 - 2008年度には再放送されることもあった。
高校野球シーズンや年末年始の特番などで、1週間全ての日に放送できない場合、2006年度には月 - 木曜日でも「タマップキッチン」が再放送され、1日のみ放映できない場合は逆に月 - 木曜の内容を残り4日に割り振り、2007 - 2008年度には金曜日の放送分を連続して再放送した。祝日などに別枠で特別アンコールとして、1シリーズ分がまとめて再放送されたこともある。
2012年6月30日（東北地方のみ7月1日）、4年ぶりに再放送された。

## 放送内容
「」内は#コーナーの名称。
2006年度
月曜日から木曜日は8分30秒の本編と1分30秒の「ひらけ! Goma」、金曜日は「タマップキッチン」を放送。年度末には総集編を放送。月 - 水曜日は1週ごとの話をまとめたものとその週末の「タマップキッチン」の短縮版、木 - 金曜日は視聴者のクッキングとお便りの紹介や「ミラクルクイズ」などを放送。
2007年度 - 2008年度
「タマップキッチン」が終了し、金曜日も本編枠となる。「ひらけ! Goma」も終了し、代わりに月 - 水曜日のいずれかは本編か「ミラクル・情報タイム」、木曜日（もしくは水 - 木曜日）は「ミラクル・レシピタイム」、金曜日は「ミラクル・ワクワク料理」が放送されるようになった。総集編は新作の合間にも放送されるようになり、内容はキャラクター特集やクイズ特集など様々である。

## あらすじ
代々料理人を輩出してきた名門「姫野家」の令嬢・姫野美味香は、ある日全寮制の料理人育成校「味楽来学園」に入学することになる。姫野家の伝統のため、一流の料理人になるまでは姫野邸へ帰れなくなった美味香だったが、家を出る際に執事のモリリンから、母親がつけていたという勾玉を託される。勾玉からは精霊・タマが現れ、美味香のサポートをすることになる。タマは伝説の料理人・味美呼の後継者である美味香を守り導く役目を隠し、美味香と気ままに暮らしていく。

## 登場人物
「声」は担当声優。本作の担当声優は全員81プロデュース所属である。このうち、宮田、和久田、恒松、仁科の4名は『キッチン戦隊クックルンシリーズ』でも別役で演じている。

### 主要人物
姫野 美味香（ひめの みみか）
声 - おみむらまゆこ
本作の主人公。周りからは「ミミカ」または「美味香」と呼ばれる。4月24日生まれ。味楽来一の富豪にして代々料理人の家系である姫野家の令嬢。父親は料理人の万作、母親はすでに他界している。自他共に認める「お嬢様」で、移動はもっぱら自家用車か、急ぎの際には自家用ヘリコプターである。電車にはアジマルの故郷を訪れる際に生まれて初めて乗った。
味楽来学園初等部あ組の生徒。モリリンから貰った勾玉を首から下げている。姫野家の伝統により、一人前の料理人になるまでは家に帰ってはいけないという宿命を持っている。しかしモリリンが熱を出してしまったときには一度だけ伝統を破り、ヘルパーに変装して家に帰ったことがある。普段の髪型はポニーテールだが、睡眠を採る際にはツインテールにしている。また、物を投げるとあらぬ方向に飛んで行ってしまうほどコントロールが悪い。カパックンの口にプリンを投げる際、タマは彼女に投げられるのを非常に嫌がっていた。どちらかといえばボケ役。
体質
21時には就寝する。就寝前に「姫野こぶ茶」を飲むと安眠できる。ただし寝つきがよくなるだけで朝寝坊癖は変わらない。特に春は寝つきがさらに良くなり、リンリンやタマが起こそうとしても中々起きなくなる。何か思いついたり考えたり大喜びしたりするとポニーテールが動いたり回転したりする。驚いたり混乱したりすると目が白目もしくは渦巻きになる。
性格
美味しい物を食べると、しばしば美味しさに陶酔しながら「美味〜（ビミ〜）」と口走る。常に丁寧語を使い、物体に対しても「いいアイデアさん」「ハンバーグさん」などしばしば敬称を付け、たまに文末にハートマークがつく。自分がこれと思ったことは頑として曲げないため、真之介から「頑固者」と言われ、喧嘩になったことがある。物語が進むにつれ真之介を異性として意識しつつあり、成美などが真之介に近づくと嫉妬する。また、かなり食い意地が張っており、リンリンが最後に取っておいたショートケーキのイチゴを勘違いして食べてしまったことで喧嘩になったこともある。また、悪巧みをするときに悪魔の角、牙、翼、尻尾を生やしワクワクとした喜ぶ姿で描かれることがあり、不思議に罰則を受けずに済むことがしばしばある。
料理の腕前
料理人の娘だけあり、真之介が作った「スペシャル卵かけごはん」に隠し味としてかつお節が含まれていることを見破るなど、その舌には確かなものがある。入学した頃は料理に自信がなく、また実際に「キャベツの千切りが出来ない（後に克服）」「おにぎりは小さいものしか作れない（ラップを使う方法でカバー）」「リンゴの皮が剥けない」など、腕前はまだまだである（例外的に父に教わったゆで卵だけは作れる）。
好物
好きな寿司のネタはイクラで、菓子「パッキー いくら味」も好んで食べる。またオムライスも好むという。モリリンの入れた紅茶も好む。じゃがバターも好み。バターのとろけ具合とジャガイモのホクホク感が堪らないとのこと。
王子 真之介（おうじ しんのすけ）
声 - 青山桐子
美味香の級友。「王子食堂」の手伝いをしている一人息子。7月16日生まれ。性格はやや粗野で荒っぽく、「なんだよ」が口癖。同級生に対しては呼び捨てか、「お前」と呼ぶ。店の手伝いをする人に対しては優しい。父親が料理下手なため、実質的に食堂は彼が仕切っており、あまり学園に出てこられない。制服を買う余裕もなく、学園の生徒の中では唯一私服。奨学生で、1回でも黒星を取ると奨学金を取り消され、退学させられる事になっている。家計に厳しく、両親の無駄遣いに厳しい。調理の際には黄色いエプロンを着用して事に当たり、料理が出来ると「どうでぃっ!!」と自信たっぷりに紹介する。自身作の料理の呼び名に「王子流…」を必ず付ける。
旧校舎に置かれていた高価な壺を漬物用の壺に持って帰ろうとしたり、出されたカレーライスをぐちゃぐちゃに混ぜて食べるなど、変わった行動をとる。学園の春キャベツのチーム戦で作った「W（ダブル）キャベツ丼」を、「プリプリ丼」と改称して、食堂の新メニューにしたことがある。両親からは「真ちゃん」と呼ばれ、彼は両親のことを「とうちゃん」「かあちゃん」と呼ぶ。マルコとは正反対な関係で、新メニューをナポリタンかカルボナーラにするかのことで喧嘩したり、グラタンのこげ目がないことで口論になったことがある。お金や金銭的価値のあるお宝等には目がない。お金は小銭しか見たことがないらしく、「1億」などの大きな金額を理解できない。また、カパックンの泉に初めて来た際、泉に投げ入れられていた金貨を拾おうとするなど、意地汚い一面もあり、リンリンに「危険人物だわ…」と言われた。
宙に舞い上がった、たくさんの食物を曲芸のように受け止める特技を持ち、手や足、口頭を使い全て受け止める。その時には皆から拍手をもらっていた。
張 鈴々（チャン・リンリン）
声 - 城雅子
美味香の級友かつ親友。姉御肌。父親の中国料理店「張々樓（チャンチャンロウ）」を継ぐために学園に入学した。周りからは「リンリン」と呼ばれる。かなり怒りっぽく、まれに度が過ぎて激怒するときもある。調理の際には黄色いコック風の中国服に着替える。その際のテーマソングはハイテンポの中国風の曲である。物語ではツッコミ担当だが、激怒しながら自分を「か弱い女の子」と言うなど、ボケに回ることもある。また、彼女が激昂した際は、たとえルール違反をしようとも構わない。それでもうるさく纏わりつき批評する輩には「ウガーーーッ!!」と激怒し叫び、大声で口から火を吐き怪獣のように巨大化し周囲を放り上げるなどの破壊行動に出る。怒りそうになる前に周囲から「大爆発しそうだね」と警戒される。しばしばマルコと喧嘩をする。キザな台詞が鳥肌が立つほど苦手で、マルコに言われるたびゾゾーッと青ざめ、まれに「ウギャァァー!!」と叫ぶほど。だが、マルコが他の女子生徒にキザな言葉を言ったのを見た後、タマに「焼きもちを焼いてるんじゃないでプか」と問われた際、必死に否定したことから、自分の気持ちに気付いていない可能性がある。キザなセリフを平気で言うマルコを「キザマルコ」「イタリア三色旗男」などの名でも呼ぶ。また、バレンタインデーで美味香の手本としてマルコにチョコレートを渡すときなどは、時としてツンデレになることもある。イチゴが好物。焼き芋も好物。冬場に寒さを我慢しながら体を冷やし焼き芋屋を待ち、芋で体を温める食べ方が大好き。そのせいで3日間風邪をひき学校を休んだこともある。
段田 はじめ（だんだ はじめ）
声 - 宮田幸季
美味香の級友で、美味香の大ファン。周囲からは「若だんな」（まれに「若旦那」と表記）と呼ばれている。高級料亭「料亭だんだん」の跡取り息子で、料理に関して非常に詳しい。語尾に「なんだな」をつける。坊主頭で度の強い渦巻き眼鏡を掛けている。また、近眼で眼鏡を掛けていないと周りが見えなくなる。美味香の変装の際に眼鏡を貸したことがあるが、サイズが大きいため、よくずれ落ちた。和食が好きらしい。若干気弱気味で穏やかな性格。よくリンリンに怒られる。押牛あがりに片思いしていて、何度か告白を試みるも毎回上手く伝わらない。一度、マルコとリンリンの喧嘩に巻き込まれマルコと料理対決をしたことがある。天然ボケ役。調理の際には和食絡みらしく緑色の着物をエプロンと共に着用。彼が調理、説明などをする際には、三味線の効果音が鳴る。
守家 まもる（もりや まもる）
声 - 堀勝之祐
姫野家の執事。通称「モリリン」。ナレーションも担当している。苗字は公式には「守家」としているが、作中では「守屋」の表記が使われており、所有する船も「守屋丸」となっているなど一致していない。5月6日生まれ。執事になる前は豆腐職人だったが、腰痛になったため退職した。松茸狩り名人でもあり、姫野山に生えている、姫野大松茸以外のマツタケを取り残すことはない。職人、あるいは名人であることを告白すると熱血的な人格になり鉢巻を巻く。一度熱を出してダウンしたことがある。伝統を破りヘルパーに変装して家に帰ってきた美味香に驚いたが、そのことに涙を流し、「見間違い」とのことで美味香を責めなかった。ヘルパーが美味香であることに気づいていたらしいが、そのことは秘密にしておくことにしている。また腰痛持ちで、よくダウンする。姫野山に伝説の黄金の自然薯を採りに行ったときにも再発したが、見つけた自然薯を食べることで治癒。美味香を「美味香お嬢様」と呼び、美味香が呼び捨てやあだ名で読む人物はそれに準じた呼び方をする。美味香が「君」「ちゃん」付けする相手は「様」付けで呼ぶ場合が多いが、パン子には「さん」付け、あがりには「ちゃん」付けをすることもある。
アジマル・アマグリ
声 - 宇垣秀成
あ組の担任を務める男性教諭。生徒や他の教師からは、「アジマル先生」と呼ばれている。料理の腕前は料理人並み。少し怖いが、本当は優しいらしい。鼻は甘栗のような形をしており、これは父親譲りだという。目と口が書かれた巨大なリンゴの被り物を常に装着しており、アジマルの表情に合わせて変化する。少年時代は青リンゴを頭に被っていた。一度、頭のリンゴと鼻の形が入れ替わったことがあり、段田はじめだけがこれに気付いた。語尾に「なのね☆」を付ける。あ組生徒制作の料理に、黒星および白星（2つ星から5つ星）の評価をする。怒ったり気合が入るとドスの効いた声になる。食事時、言おうとした台詞を生徒たちに先に言われると、「先生が言おうとした台詞なのね!!」と怒る。故郷はアジマル印のリンゴで有名。リンゴと蜂蜜が好物。ケイコ先生に恋心を抱いており、冗談で「結婚する」と言われた際には気絶した。また、カレーライス編でテレビ番組に出演しようとした時、あがり症で出演できなかった。トラブルメーカー的な側面もあり、「避難訓練で生徒以上に慌てる」「給食を事前につまみ食いしに行きメニューを倒す」など、騒動の元になることもしばしば。アジー・ドングリという占い師に変装することがある。天然ボケ役。
タマ
声 - 松山智美
勾玉の精、あるいは精霊。本人は「妖精」であると自称する。周りからは「タマちゃん」と呼ばれ、自らも「タマちゃんでプ!!」と名乗る。パンダともクマとも取れる顔をしており、前足・後ろ足とも裏に掌球パッドが付いている。耳の色は水色。ピンク色の頬であり水色の勾玉の絵が腹にある。初期ではぬいぐるみのように丸く、ふっくら柔らかとした体型、触感で描かれていたが、後に角ばり小さくなった姿で描かれるようになった。ふわふわと宙に浮くこともあり、美味香の頭、肩などに乗り、美味香と寝食を共にする。伝説の料理人美味呼（ミミコ）の後継者である美味香を守り導く役目を持つが、その役目を果たそうとする様子は見られない。普段は美味香の勾玉の中にいる。美味香たちが勾玉を持ち、探したい物を見つけたいと念じると、勾玉が青く光り、その化身であるタマの腹部の水色の勾玉マークより青い光線が放射され探している物を照らし見つけ出す力があり、勾玉とタマにも色々の不思議な能力がある。文末に「でプ」や「でプか」、「でプね」を付けて話し、驚いたり興奮すると青ざめ「プゥーィーーッ!!」と叫び、語尾が延びる。モリリンが熱を出して寝込んだ際には、ナレーションを担当した。着ぐるみを着るのが好きらしくクリスマスにはサンタやトナカイの格好、節分には鬼、その他クジラ、動物などさまざまな扮装をよくする。郵便配達夫姿で学校にいるアジマル先生に電報を届けたこともあった。台詞が画面に出る際は、ひらがなかかたかなで表示される。一人称は「ボク」、または「ボックン」。バレンタインデーのエピソードで真之介と同様に美味香からチョコ大福をもらい喜んでおり、周りも本人もオスと認識している。
性格
わがままで、なおかつ味にうるさく、美味しい物を食べると美味香と共に「美味〜（ビミ〜）」と叫び、味に陶酔する。当初は美味香が初めて作った「ウフ・ア・ラ・ネージュ・イチゴソース」の失敗作を食べてあからさまに不味いと言って美味香を怒らせたり、ゆで卵に逐一文句を言ったりしていた。豆腐アイスがどうしても食べたくておねだりしたり、クレープの欲しさにくれくれオバケのふりをしたり、貰ったせんべいを嬉しそうに走り回り齧ったり、苦労して採った姫野大松茸を浮かれた拍子にうっかり崖に落としてしまったりと、トラブルメーカー的な一面がある。「美味香はいっつも失敗ばかりしてるんでプよ!!」などと、平気で美味香のことを悪し様に言うことがある。嬉しい時はアジマル先生などと一緒に回りながら「プーーイ、プーーイ!!」と歌い踊り、喜びを表す。高い崖上の姫野大松茸を採るために、岩の重しによる梃子の原理で放り上げられたりと犠牲役を強いられ、散々な目に遭うこともあった。
好物
寿司のネタはタマゴ、ふりかけは「のりたまご」を好む。紅茶も好きであり、味美香の家に戻ったときにモリリンの煎れてくれた紅茶を飲み、「モリリンの煎れてくれた紅茶の味はまた格別でプ!!」などと舌鼓を打っていた。特にクリスマスケーキの高さに憧れがあり、以前リンリンの家で行われたクリスマス・パーティーで月餅だけのパーティーになりそうな時には非常に落ち込んでいた。
嫌いなもの
ペット扱いされることを嫌う。真之介やアジマル先生からは「タヌキ」と呼ばれており、当初はそのたびに「タヌキじゃないでプ〜!!」と泣き叫び走り回りながら抗議していた。しばらくして以降はその呼ばれ方に慣れ抗議しなくなったが、真之介に初めて「タヌキ」ではなく名前で呼んでもらった時に非常に喜んでいた事から、一応気にはしている模様。美味香にも「タヌキ」呼ばわりされたことがあり、このときはかなり落ち込んだ（美味香は気にしていない）。一度、鳥の着ぐるみを着せられて怒ったが、その姿は周囲の者を笑わせた。ハロウィンではネコの姿に扮したが、このときは気に入っている様子が見られた。

### 味楽来学園

#### あ組
マルコ
声 - 山本泰輔
イタリアからやって来た留学生の男子。だが、「イタリア・イズ・ナンバーワーン」と英語らしき言葉も話す。自分が作った料理で女性を笑顔にするために料理人を目指している。イタリア料理に関して詳しく、素晴らしいと感じているが、他国の料理に関しては全く興味がなく「食べる価値がない」とむしろ馬鹿にしており、リンリンがチーム戦で作ったキャベツラーメンを食べようともしなかった。ただし、日本に来てから初めて食べた焼き芋を好きになり焼き芋を使ったイタリアンサラダを作ったり、スープの食材に豆乳や昆布だし等の日本の食材を使うなど、その後認識を改めている。キザなところがあり、表向き人前でとても言えないような、恥ずかしいキザな台詞を平気で言える。それについて、真之介に「よくそんな恥ずかしいことが言えるなぁ」と言われたこともある。そのキザな言動が元でリンリンとトラブルになり料理対決をすることもしばしば。強情で、自分が正しいと思うことは頑として曲げず、真之介のパスタの茹で方を認めようとしなかったり、新メニューをナポリタンかカルボナーラにするかで真之介と揉めたことがある。彼とは正反対の性格の真之介に無理難題を迫られることもしばしば。
同じクラスのリンリンと料理上の対立を起こすこともしばしばであり、争いを起こすとき互いに睨み合い、目からビームを発し火花を散らす描写をなされる。
高飛車で天狗になりやすく、ピノキオのようによく鼻が伸びる。キザな台詞を吐いたり、自慢の料理を作ったときなど、色とりどりのバラに囲まれたり、イタリア国旗の背景描写で描かれる。料理を作る前に必ず精神統一し、それに30分程度を要する。髪型は金髪で、緑色のスカーフを巻き、コック帽を被っている。調理の際には白いコック服を着る。一度イタリアに帰ろうとしたことがあるが、美味香の説得で学園に留まった。好物は日本に来てから好きになった焼き芋。リンリンと同時に橋の上の焼き芋屋の芋を買いに行って、最後まで互いの存在に気づかなかったことがある。
不津倉 パン子（ふつくら パンこ）
声 - 不明
ふっくらした顔と低音の声が特徴の女子。女子の中では1番の力持ち。家はパン屋「ふっくらベーカリー」で、店で出している「ふっくらパン」は食卓にも必ず並ぶ。春キャベツを使ったチーム戦ではリンリンと組み、キャベツラーメンを作った。
押牛 あがり（おしうし あがり）
声 - 加藤英美里（2006 - 2007年度）→牧口真幸（2008年度）
黒髪のショートヘアのボーイッシュな外見の女子。勝気があるサバサバした江戸っ子だが、天然で優しい性格。豆腐と白味噌の味噌汁とカステラが大好物。苦いコーヒー（特にエスプレッソ）が苦手だが、甘いミルクコーヒー（カフェ・オ・レ）は飲める。家は寿司屋「くるり寿司」だが、人手が足りないため度々店の手伝いをしている。若だんなに片思いされている。
山田 カズオ（やまだ カズオ）
声 - 川野剛稔
古典的なインド人のような風貌の男子。ネガティブ思考の持ち主で、暗く弱気な発言でよく周りを混乱させる。美味香には「オカズくん」と呼ばれ、彼も美味香を「ミカカちゃん」と呼ぶ。家は「ヤマダや」というドーナツ屋を営んでいるが、美味香達は彼の風貌からカレー屋だと思っていた。ドーナツやドーナツのように穴が開いているのが好きで、彼の心も常に穴が開いている。ネガティブなため不安があり、睡眠時間が長くなりやすい。過去のクリスマスには1人宿舎に篭り、暗い部屋で火をつけた蝋燭1本にドーナツを潜らせる非常に暗いクリスマスを祝おうとし、あまりの暗さに美味香やタマたちを狼狽させたが、リンリンの家で行われるクリスマスパーティーに呼ばれ事なきを得た。ドーナツを多数高く重ねた「ドーナッツ・クリスマスケーキ」を作って貰い本人も上機嫌だった。
道具屋 ゲン（どうぐや ゲン）、道具屋 チョコ（どうぐや チョコ）
声 - 不明
金髪の男女の双子。家は調理用具店。大福が好物。

#### い組
成上成美以外の声の担当は不明。
成上 成美（なりうえ なるみ）
声 - 神田理江
味楽来で2番目の金持ち（IT企業）の令嬢。髪は紫色。真之介に想いを寄せており、頭の中のイメージでは既に真之介と教会で結婚式を挙げている。「成り上がり」と呼ばれると怒る。美味香をライバル視しており、合同授業の時には露骨な嫌がらせをしたこともある。い組があ組に比べ美形の男子がいないのを嘆いている。
伊出 ケンサク（いで ケンサク）
「い組の情報マシーン」と呼ばれる男子。
堅井 ケン（かたい ケン）
顔が怖く鼻息が荒い、顔の形は四角形。
米田 クニオ（よねだ クニオ）
アメリカンな男子。性格はマルコに類似しており、片言の日本語を喋る。
サカイ・ジュニア
フレンチの達人。名前の由来は料理人の坂井宏行か。

#### 教諭
ケイコ先生
声 - 和久田み晴（2006年度は「飯島美春」名義）
超一流のパティシエールで、非常勤の特別デザート講師。体育祭の進行役、避難訓練の取り纏め役などの雑用も時折こなしている。フランスで修行をしたことがあり、修行時代には「ゼリー・ド・カフェオレ」というデザートを考えたことがある。悪戯をするのが好きだが、されるのは嫌い。絵が上手。未婚だが結婚する気はない。アジマル先生に片思いされており、好意はあるものの現状は上手くあしらっている状態。レモンスカッシュが大好物。
猪頭 プルコギ（いのがしら プルコギ）
声 - 中村大樹
い組の担任を務める男性教諭。イノシシの頭部を模した被り物を頭に被っている。しばしば語尾に「なのだ」を付ける。アジマル先生とは小学生時代からのライバル。母親とは幼い頃に死別しており、アジマル先生の母親を「お母ちゃん」と呼んで慕っている。「アジマル先生の作ったカレーにこっそり味噌を入れる」などよくズルをするが、いずれも失敗に終わっている。
う組の担任
ウを連れた教諭。
え組の担任
エンドウ、または枝豆を模した被り物を頭に被っている教諭。

### 生徒の親族
姫野 万作（ひめの まんさく）
美味香の父親。料理人。ある日突然、料理冒険家になると言い出し旅に出てしまい、最近はドイツのハンブルクから連絡があった。美味香の幼少期、彼女のためにゆで卵と半熟卵を作ったことがある。美味香同様、彼女と同じ年齢の頃は一人前の料理人になるまで家に帰ることは許されなかったらしい。
王子 之介（おうじ これすけ）
声 - 宮田幸季
真之介の父親。眼鏡をしている。料理が下手で、今までに豚カツとハンバーグを焦がしたり、スパゲティの味付けを間違えたりしている。「米を炊く程度ならできる」と自称しているが、食堂にプリプリ丼が登場した初日に炊飯ボタンを押すのを忘れ、開店を遅らせた。料理人としては色々と問題がありすぎ、むしろ「問題しかない」とする方が妥当であるが、その微妙にズレた感覚が美味香たちの助けになることもある。
王子 華子（おうじ はなこ）
声 - 恒松あゆみ
真之介の母親。夫とはバカップルのように仲良しで、真之介はそれにいつも呆れている。回りの流行に敏感。王子食堂では主にレジを担当している。自分の苗字を冠した「王子ハンバーグ」を「玉子ハンバーグ」と書いたり、マヨネーズ8本を注文するはずが100本注文してしまうなど材料の発注ミスが多かったりと、夫同様かなり抜けている。料理の類は電子レンジのボタンを押すことしかできない。
張パパ
声 - 下山吉光
リンリンの父親。中華の料理人。時折キザな台詞を言い、妻とリンリンを震え上がらせており、リンリンに「それだからママに嫌われるのよ!」と指摘されたこともある。
張ママ
声 - 葛城七穂
リンリンの母親。歴代中国王朝の女帝のような高慢な態度、チャイナドレス姿で「ホーッホッホ!!」と足を組み高笑いをあげる。リンリン同様、キザなことを言われるのが苦手。まだまだ若いつもりでおり、「未婚女性」という条件を見落として看板娘コンテストに出場しようとしたことがり、しかも「離婚してでも出る!!」と問題発言を出したこともある。また若い自覚があり、クリスマス時に張パパとクリスマスデートに出掛けたことも。
段田パパ
声 - 仁科洋平
若だんなの父親。息子同様、結構うっかり屋な性格。
段田ママ
声 - 葛城七穂
若だんなの母親。息子と夫同様、結構うっかり屋な性格。息子と同じ渦巻き眼鏡を掛けている。
段田 ウメ（だんだ ウメ）
声 - 前田敏子
若だんなの祖母。うっかり屋の子供夫妻や孫と違って落ち着いており、はじめ達からは頼りにされている。お土産を考えているはじめに対し助言をくれなかったり梅干の壺を隠したりと意地悪な面もある。稲荷寿司を作るのが得意。語尾に「じょ」を付ける。
不津倉パパ
声 - 宮島史年
パン子の父親。秤を使わずにパン生地を同じ重さに分けることができ、パン職人として一流の腕前を持つ。妻共々病気になりがち。
不津倉ママ
声 - 恒松あゆみ
パン子の母親。彼女の作るカレーライスの味は美味であり、ふっくらベーカリーのカレーパンの原点となっている。
押牛パパ
声 - 大林隆介
あがりの父親。人手が足りないため、娘のあがりに手伝わせている。寿司屋に相応しくべらんめえ調で喋る。

### その他
カイト王
声 - 宮島史年
カイト王国国王。万作の友人。「豆腐アイス」を食べるために味楽来町を訪れ、豆腐アイスを美味香達に作らせた。
ダリィ
声 - 中村秀利
世界一ベーカリーの店長で、胡散臭いが外国人らしい。語尾に「ダリ」を付け、美味香達からは「ダリおやじ」と呼ばれる。店が潰れた後、復讐するため（明らかに逆恨みだが）味楽来学園の象徴である五重のお重を奪おうと、お重を使った料理5番勝負を美味香らに申し込むが完敗した。目つきがよく似たカラスを飼っている。好物はオムライス。
七つ子
声 - 恒松あゆみ、伊東久美子
7人の小さな女の子たち。同じ顔で同じ髪型だが、それぞれが違う色の服と髪飾りを着けている。性格は非常にわがままっで生意気。味にうるさく気に入る料理がないと駄々をこねて暴れだす。ら行の発音がりゃ行になるなど幼さが目立つが、「子供だと思って、バカにしてりゅのねっ」と発言するなど、子供扱いされることを嫌っている。
七つ子ママ
声 - 恒松あゆみ
七つ子の母親。娘たちの誕生日を祝うため、くるり寿司に出前を頼んだ。娘たちのわがままぶりにはいつも悩まされている。
アジマル母
声 - 巴菁子
アジマルの母親。「ちょっと北の村」の村長を務めている。
じーたま
声 - 仲木隆司
勾玉の世界の長老。くるくる巻いたものが好物。

## 用語

### 地名・施設
味楽来市（みらくるし）
本作の舞台となる港町。東京湾付近に位置する。古来より新鮮な食材が集う町として知られていた。かつて、美味を求めて日本列島諸国を漫遊していた味納言（あじなごん）という女が訪れた際、出された料理に感動し、「五重のお重」を遺したという。このお重は味楽来学園の校舎のデザインの元になったり、図柄が市内各地で散見されたりと、町作りに大きな影響を与えている。
味楽来学園（みらくるがくえん）
味楽来市にある、料理人の育成を目的とする全寮制学園。「初等部」「中等部」「高等部」の3つの部にいくつかの学級があり、初等部は「あ組」「い組」など計5学級、中等部は「ま組」が存在することが明かされている。年に1回、生徒作の料理を販売する学園祭があり、「お客様アンケート」で最も高い評価を得た学級の全生徒には「天使のスプーン」が、特別賞を得た学級の全生徒には「ミニ天使のスプーン」が送られる。学園寮の他に教員宿舎があり、教諭が暮らしている。男子生徒は青、女子生徒は赤の制服が定められている。
外見は五重塔のような形で、2階が初等部、3階が中等部、4階が高等部、5階は校長室である。また階層は不明だが自習室も有している。
学園寮（がくえんりょう）
味楽来学園の教師と生徒のための古い寮。かつては味楽来学園の校舎として使用されていた。旧校舎の建物の一部を寮に改造している。旧校舎への通路は壁で塞いでいるため、寮内から旧校舎内へは入ることができない。封鎖された旧校舎内には「おかずの間」という謎の部屋、そして骨董品「味楽焼の壺」がある。「くれくれおばけ」というおばけが出るという噂があり、美味香たちが訪れたときはタマがそれに成りすましていた。
カパックンの泉（カパックンのいずみ）
海に面する公園（通称「カパックンの公園」）にある泉。泉の中央にあるカパックンの像の口に後ろ向きで硬貨を投げ入れると、願いが叶うといわれている。イタリアのトレヴィの泉がモデルで、作中でマルコがパクリだと主張している。美味香は「一流の料理人になれますように」「リンリンたちとずっと友達でいられますように」と願った。
カパックンの像（カパックンのぞう）
カパックンの泉の中央に立つ像。「公園でキャラメルを食べようとする人がいると強力な風で吸引し強奪する」「口にプリンを置くと吹き飛ばすもしくは食べる」「プリンを食べた後にあるものを出す」など、まるで生物であるかのような「行動」を取る。そのためカパックンの像の前でキャラメルを食べないようにとの注意書きがある。
味楽来市場通り（みらくるいちばどおり）
味楽来にある商店街。通称「ミラクルストリート」。張々樓やくるり寿司のほか、八百屋などがある。ケイコ先生のアトリエもこの近くにある。
王子食堂（おうじしょくどう）
王子家が経営する食堂。味楽来市場通りの八百屋の近くにある。開店時刻は午前10時。簡素な作りの建物で、マルコは倉庫と勘違いしていた。店が成美の手に渡りそうになった時に真之介が語ったところによると、代々続いている店であるらしい。
自慢は「客がいないこと」で、年中客が入らず、夏場の夏祭りのとうもろこし屋台での商売が1年の稼ぎの大半を占める。ただ、真之介が学園のチーム戦で作った「キャベツ丼」を「プリプリ丼」と改称して食堂のメニューにしたときは、珍しく多数の客が来店しており、ある程度知られた存在ではある模様。
姫野邸（ひめのてい）
美味香の自宅。広大な敷地内にはプールや姫野山がある。また、味美香専用の昆布茶「姫野こぶ茶」の原料となる良質の昆布「姫野昆布」が採れる、勾玉の形をした島「姫野島」を所有している。そのほか、姫野家が所有する農場で栽培する特製大豆を栽培する農場、天然のにがりが取れる島も所有している。
姫野山（ひめのやま）
姫野家が保有する山。名水「姫野水」の源泉や、高級なマツタケ「姫野松茸」の採れる赤松がある。また10年に1度採れるという巨大なマツタケ「姫野大松茸」が存在する。
ふっくらベーカリー
パン子の両親が経営するパン屋。看板商品はカレーパン。販売しているパンはすべてふっくらしており、家庭的な味として評判。
世界一ベーカリー（せかいいちベーカリー）
ふっくらベーカリーの向かいにあるパン屋。店長はダリィ。看板商品は1個1500円の「世界一カレーパン」で、購入のために3時間並ばねばならないこともある。この店のパンは、世界一のパン職人が、世界一の食材を使って作っている。「高い食材を使えば客は来る」といった、ある意味客や料理人のあり方を軽視した経営方針に真之介は露骨に反発していた。パン子の話によると、カレーパン騒動の後に潰れたらしい。
くるり寿司（くるりずし）
あがりの父親が経営する寿司屋。人手が足りていないため、通常は出前は行っていない。
料亭だんだん（りょうていだんだん）
若だんなの両親が経営する料亭。お土産の特製梅干おにぎりが名物で、舌の肥えたサラリーマンたちが常連客になっている。

## コーナー

### 2006年度のコーナー
ひらけ! Goma
いわゆる「やってみよう」のコーナー。料理創作家および雑貨デザイナーのGoma（演 - アラキミカ、遠藤順子、中村亮子）が番組内に登場する料理の創作および調理指導を担当し、荒井健太郎、荒川里彩が交代で出演する。
当初は以下の3人のキャラクターが登場していたが、2006年9月4日放送分からリニューアルされたことで登場しなくなった。
プッチ
声 - 山田ふしぎ
クマの姿をしており、頭にスプーンを付けている。語尾に「だっち」を付ける。
セボン
声 - 山田ふしぎ
イヌの姿をしており、頭にフォークを付けている。語尾に「だぼー」を付ける。
ガルー
声 - 西本理一
オオカミの姿をしており、頭にナイフを付けている。語尾に「だるー」を付ける。
タマップキッチン
月曜日 - 木曜日の4日間のアニメで紹介された料理の1つをななちゃん（演 - 山内菜々）が実際に作る。料理はミミカとタマもしくはアジマルが指導し、完成後はななちゃんが試食する。番組の最後は美味香、タマちゃん、ななちゃんが「美味しい 楽しい 料理はミラクル!!」と言い締める。スタジオで使うコンロはリンナイのガラストップビルトインコンロ、包丁は京セラのセラミック包丁が使われている。

### 2007 -2008年度のコーナー
ミラクル・情報タイム
美味香、タマ、アジマルの3人（のパペット）が、本編で扱われた料理や素材などについて解説をする。
ミラクル・レシピタイム
本編に登場した料理のレシピを紹介する。
ミラクル・ワクワク料理
視聴者の作ったオリジナル料理を紹介する。

## 主題歌
オープニングテーマ「味楽る!ミミカ ナンバーワン」
作詞 - Goma / 作曲 - 小杉保夫 / 歌 - おみむらまゆこ
エンディングテーマ
いずれもアニメ本編の登場人物は映像に登場しない。
「みんな、君だけを待ってる」（2006年度の金曜日・総集編）
作詞・作曲・歌 - HARCO
「ララ・うらら」（2007年度）
作詞 - かめだますを / 作曲 - 池毅 / 歌 - チグリハーブ、いけたけし
「恋のチューイング」（2008年度）
作詞 - 秋元康 / 作曲 - 伊藤心太郎 / 編曲 - 田口智則、稲留春雄 / 歌 - お菓子なシスターズ
金曜日・総集編の放送では映像が異なる。

## スタッフ

### 本編のスタッフ
- 原作：春日あかね[3]
- 脚本：かめだますを[3]
- 音楽：池毅[3]
- キャラクターデザイン：春日あかね[3]
- 絵コンテ（2008年度）：つきりのゆみ・久保マリヤ
- 料理指導：小川聖子（2006年度～2007年度）→小田真規子（2008年度）
- アニメーション制作：デジタル・メディア・ラボ
- 情報コーナー構成：かめだますを
- ディレクター：寺田省太郎・長田清純・加藤多彦・新倉美帆・石川陽一郎
- キッチン美術協力：Rinnai、KYOSERa

### ひらけ! Gomaのスタッフ
- 音楽 - HARCO
- キャラクターデザイン - Goma[3]
- スチル撮影 - 長嶺輝明

## 各話リスト

### 2006年度
| 話数 | 主題               | サブタイトル                        |
| ---- | ------------------ | ----------------------------------- |
| 1    | たまご料理         | お嬢様☆登場                         |
| 2    | たまご料理         | 思い出の☆たまご料理                 |
| 3    | たまご料理         | ゆでたまごの☆ひみつ                 |
| 4    | たまご料理         | もうひとりの☆クラスメート           |
| 5    | たまご料理         | ウフ・ア・ラ・ネージュ イチゴソース |
| 6    | キャベツ料理       | ふたりは☆迷コンビ？                 |
| 7    | キャベツ料理       | 新鮮な☆りょうり                     |
| 8    | キャベツ料理       | ふたりの☆ハーモニー                 |
| 9    | キャベツ料理       | 新メニュー☆デビュー                 |
| 10   | キャベツ料理       | プリプリ丼                          |
| 11   | 豆腐料理           | なぞの☆お宝                         |
| 12   | 豆腐料理           | 伝統の☆レシピ                       |
| 13   | 豆腐料理           | かいとお？☆あらわる                 |
| 14   | 豆腐料理           | タマちゃんの☆おねだり               |
| 15   | 豆腐料理           | あっさりさわやか おとうふアイス     |
| 16   | おにぎり           | みらくるな☆おまつり                 |
| 17   | おにぎり           | ちいさな☆おきゃくさま               |
| 18   | おにぎり           | おにぎりの☆だいへんしん             |
| 19   | おにぎり           | いちばんの☆ごほうび                 |
| 20   | おにぎり           | なな色おにぎり                      |
| 21   | 中国・イタリア料理 | げきとつ☆クラスメート               |
| 22   | 中国・イタリア料理 | 嵐の☆めん対決！                     |
| 23   | 中国・イタリア料理 | ラーメン？☆ピザ？                   |
| 24   | 中国・イタリア料理 | コインに☆ねがいを                   |
| 25   | 中国・イタリア料理 | ラーメンピザ                        |
| 26   | ゼリー             | あこがれの☆パティシエール           |
| 27   | ゼリー             | 美しさと☆味と…                      |
| 28   | ゼリー             | デザートのアン☆ドゥ☆トロワ          |
| 29   | ゼリー             | ケイコ先生の☆一日                   |
| 30   | ゼリー             | レモンスカッシュゼリー              |
| 31   | クレープ           | 学園の☆かいだん                     |
| 32   | クレープ           | あかずの☆部屋                       |
| 33   | クレープ           | くれくれの☆ひみつ                   |
| 34   | クレープ           | くれくれ☆ふたたび                   |
| 35   | クレープ           | 花束クレープ                        |
| 36   | カレーパン         | ふっくら☆大ピンチ                   |
| 37   | カレーパン         | 世界一の☆カレーパン                 |
| 38   | カレーパン         | 世界一☆よりも…                      |
| 39   | カレーパン         | プロの☆ひみつ                       |
| 40   | カレーパン         | カレーライスパン                    |
| 41   | きのこ料理         | 秋の☆美味〜                         |
| 42   | きのこ料理         | 真之介の☆やくそく                   |
| 43   | きのこ料理         | 幻の☆マツタケ                       |
| 44   | きのこ料理         | 忘れられない☆あの味                 |
| 45   | きのこ料理         | 秋の味覚きのこスープ茶漬け          |
| 46   | 牛乳料理           | い組の☆女王                         |
| 47   | 牛乳料理           | あつい☆バトル                       |
| 48   | 牛乳料理           | ♪ミ☆♪ソ                             |
| 49   | 牛乳料理           | あ組☆大ピンチ                       |
| 50   | 牛乳料理           | ミルクみそラーメン                  |
| 51   | 寿司               | くるり☆美味〜                       |
| 52   | 寿司               | 若だんな☆大ピンチ                   |
| 53   | 寿司               | くるくる☆ミラクルパーティー         |
| 54   | 寿司               | 若だんなの☆好きなもの               |
| 55   | 寿司               | ミラクル☆くるり寿司                 |
| 56   | ハンバーグ         | 父からの☆手紙                       |
| 57   | ハンバーグ         | 味楽来は☆ミラクル                   |
| 58   | ハンバーグ         | 父への☆手紙                         |
| 59   | ハンバーグ         | 王子食堂☆大いそがし                 |
| 60   | ハンバーグ         | ミラクル☆たまごハンバーグ           |
| 61   | ケーキ             | ケイコ先生の☆ケーキ                 |
| 62   | ケーキ             | ひみつの☆パーティー                 |
| 63   | ケーキ             | アジマル☆かんげき？                 |
| 64   | ケーキ             | りんごの☆きもち                     |
| 65   | ケーキ             | りんごとはちみつ とろ〜りケーキ     |
| 66   | 重箱弁当1          | マルコと☆若だんな                   |
| 67   | 重箱弁当1          | さよなら☆マルコ                     |
| 68   | 重箱弁当1          | ミミカの☆ねがい                     |
| 69   | 重箱弁当1          | おいしい☆えがお                     |
| 70   | 重箱弁当1          | いちご☆ティラミス                   |
| 71   | 重箱弁当2          | ミスターDの☆挑戦状                  |
| 72   | 重箱弁当2          | 2倍うまい☆○○ライス                  |
| 73   | 重箱弁当2          | うまいで☆勝負                       |
| 74   | 重箱弁当2          | ミミカの☆ひみつ料理                 |
| 75   | 重箱弁当2          | ミラクル☆オムライスおにぎり         |

### 2007年度
| 話数 | 主題             | サブタイトル              |
| ---- | ---------------- | ------------------------- |
| 76   | ぞうすい         | 美味香の☆新学期           |
| 77   | ぞうすい         | モリリンの☆特別メニュー   |
| 78   | ぞうすい         | まほうの☆かくし味         |
| 79   | ぞうすい         | ミラクル☆大へんしん       |
| 80   | ぞうすい         | お嬢様は☆ねむり姫？       |
| 81   | パスタ           | 真之介の☆パスタ           |
| 82   | パスタ           | 怒りの☆マルコ！           |
| 83   | パスタ           | なかなおり☆大作戦         |
| 84   | パスタ           | ナポリタンと☆カルボナーラ |
| 85   | パスタ           | 王子食堂の☆出前           |
| 86   | プリン           | カパックン☆伝説           |
| 87   | プリン           | お宝の☆ために             |
| 88   | プリン           | おやつで☆ピンチ           |
| 89   | プリン           | プリンで☆プリン？         |
| 90   | プリン           | プリンの♡ひみつ           |
| 91   | いなりずし       | 若旦那☆大大大ピンチ       |
| 92   | いなりずし       | ウメ☆おばあちゃんの願い   |
| 93   | いなりずし       | おみやげ☆大作戦           |
| 94   | いなりずし       | キツネが☆くるり           |
| 95   | いなりずし       | はじめての♡デート         |
| 96   | 南国フルーツ     | 夢の☆アイランド           |
| 97   | 南国フルーツ     | なぞの☆暗号               |
| 98   | 南国フルーツ     | めざせ！☆最後のフルーツ   |
| 99   | 南国フルーツ     | おいしい☆ゴール           |
| 100  | 南国フルーツ     | 海の☆モリリン             |
| 101  | 南国料理         | なぞの☆リンゴ             |
| 102  | 南国料理         | ここ夏☆ココナツ！         |
| 103  | 南国料理         | よくばりな☆料理           |
| 104  | 南国料理         | ホットに☆甘み             |
| 105  | 南国料理         | 七人？の☆さすらい         |
| 106  | 体育祭           | あらしの☆体育祭           |
| 107  | 体育祭           | あ・い・の☆ライバル       |
| 108  | 体育祭           | い組の☆(秘)作戦           |
| 109  | 体育祭           | 熱き☆バトル               |
| 110  | 体育祭           | 天使の☆アイデア           |
| 111  | お弁当           | お弁当の☆あいうえお       |
| 112  | お弁当           | いろどりは☆ミラクル       |
| 113  | お弁当           | カラフル☆対☆キンキラ      |
| 114  | お弁当           | ミミカの☆かくし技         |
| 115  | お弁当           | あまい☆ワナ               |
| 116  | ぎょうざ         | パパとママの☆イベント     |
| 117  | ぎょうざ         | 思い出の☆ぎょうざ         |
| 118  | ぎょうざ         | 3つで☆ひとつ              |
| 119  | ぎょうざ         | 愛の☆ちから               |
| 120  | ぎょうざ         | だれが☆ナンバーワン？     |
| 121  | ハロウィーン     | ミラクル☆ハロウィーン     |
| 122  | ハロウィーン     | 七人の☆ハチ               |
| 123  | ハロウィーン     | カボチャの☆大へんしん     |
| 124  | ハロウィーン     | まほうの☆おかし           |
| 125  | ハロウィーン     | ケイコ先生の☆イタズラ     |
| 126  | カレー           | あらそい☆ふたたび         |
| 127  | カレー           | フツーと☆本格             |
| 128  | カレー           | ヒミツの☆かくし味？       |
| 129  | カレー           | おいしさ☆3回              |
| 130  | カレー           | テレビ☆デビュー           |
| 131  | ビスケットケーキ | イチゴと☆チョコレート     |
| 132  | ビスケットケーキ | 仲直り☆大作戦             |
| 133  | ビスケットケーキ | ケーキの☆ざいりょう       |
| 134  | ビスケットケーキ | 友情☆ケーキ               |
| 135  | ビスケットケーキ | 今日は☆何の日？           |
| 136  | グラタン         | あ組☆SOS！                |
| 137  | グラタン         | さむ〜い☆教室             |
| 138  | グラタン         | アツアツは☆みんなをすくう |
| 139  | グラタン         | グラタンの☆ヒミツ         |
| 140  | グラタン         | あ組の☆挑戦               |
| 141  | おでん           | ナゾの☆パーティー         |
| 142  | おでん           | ミミカの☆試練             |
| 143  | おでん           | アツアツ☆具はグ〜！       |
| 144  | おでん           | 美味しい☆気持ち           |
| 145  | おでん           | 希望の☆星                 |
| 146  | だいふく         | ミミカの♡きもち           |
| 147  | だいふく         | かんしゃの☆チョコレート   |
| 148  | だいふく         | あんあん☆もちもち         |
| 149  | だいふく         | なかみで☆勝負             |
| 150  | だいふく         | アジマルの♡きもち         |

### 2008年度
| 話数 | 主題           | サブタイトル          |
| ---- | -------------- | --------------------- |
| 151  | チャーハン     | でんとうの☆給食       |
| 152  | チャーハン     | ミラクルな☆給食       |
| 153  | チャーハン     | 最後の☆ポイント       |
| 154  | チャーハン     | ミミカの☆力           |
| 155  | チャーハン     | 給食☆バンザイ         |
| 156  | マヨネーズ     | 王子食堂☆大ピンチ     |
| 157  | マヨネーズ     | プラスの☆アイデア     |
| 158  | マヨネーズ     | 幸運の☆矢             |
| 159  | マヨネーズ     | 調味料☆マジック       |
| 160  | マヨネーズ     | ミス☆お母さん         |
| 161  | 深川飯         | おばあちゃんの☆ために |
| 162  | 深川飯         | アの☆マーク           |
| 163  | 深川飯         | おばけの☆正体         |
| 164  | 深川飯         | ウメの☆味             |
| 165  | 深川飯         | 謎の☆来客             |
| 166  | 野菜スイーツ   | 一生の☆お別れ!?       |
| 167  | 野菜スイーツ   | 甘くて☆すっぱい       |
| 168  | 野菜スイーツ   | 山田くんの☆一言       |
| 169  | 野菜スイーツ   | ト・マ・ト☆大好き！   |
| 170  | 野菜スイーツ   | 心に☆穴？             |
| 171  | そうめん       | 織姫と☆彦星           |
| 172  | そうめん       | 激流☆そうめん         |
| 173  | そうめん       | 帰ってきた☆織姫       |
| 174  | そうめん       | 七夕の☆願い事         |
| 175  | そうめん       | 新型☆マシン!?         |
| 176  | とうもろこし   | 王子家の☆夏祭り       |
| 177  | とうもろこし   | ライバルの☆目的       |
| 178  | とうもろこし   | 香りの☆チカラ         |
| 179  | とうもろこし   | 勝負は☆夕暮れ         |
| 180  | とうもろこし   | もうひとつの☆理由     |
| 181  | 朝ごはん       | 朝の☆しゅくだい!?     |
| 182  | 朝ごはん       | とんだ☆朝ごはん       |
| 183  | 朝ごはん       | さくせん☆大しっぱい   |
| 184  | 朝ごはん       | ねごとは☆グー！       |
| 185  | 朝ごはん       | 早おきは☆おトク       |
| 186  | 電子レンジ料理 | 王子食堂の☆ヒミツ     |
| 187  | 電子レンジ料理 | お母さんの☆とくいワザ |
| 188  | 電子レンジ料理 | レンジの☆ポイント     |
| 189  | 電子レンジ料理 | ミミカの☆かくし味     |
| 190  | 電子レンジ料理 | 甘くて☆アツアツ       |
| 191  | まるごと料理   | 運命の☆ふたり         |
| 192  | まるごと料理   | まるごと☆料理         |
| 193  | まるごと料理   | ペア？☆ライバル？     |
| 194  | まるごと料理   | 香りと☆ホクホク       |
| 195  | まるごと料理   | 好き☆だから…          |
| 196  | ねばねば料理   | あれの☆収穫           |
| 197  | ねばねば料理   | 姫野山の☆じねんじょ   |
| 198  | ねばねば料理   | モリリン☆クッキング   |
| 199  | ねばねば料理   | ネバネバ☆ズルズル     |
| 200  | ねばねば料理   | モリリンの☆恩返し     |
| 201  | 美容料理       | お肌と☆お星さま       |
| 202  | 美容料理       | お肌回復☆大作戦！     |
| 203  | 美容料理       | 美容な☆アイデア       |
| 204  | 美容料理       | マルコ＋和風＝？      |
| 205  | 美容料理       | 星に☆願いを！         |
| 206  | ドーナツ       | それぞれの☆クリスマス |
| 207  | ドーナツ       | 山田流☆クリスマス     |
| 208  | ドーナツ       | やっぱり☆ケーキ…      |
| 209  | ドーナツ       | ゴージャスな☆ツリー   |
| 210  | ドーナツ       | 大きな☆穴             |
| 211  | 郷土料理       | ふるさとの☆一大事     |
| 212  | 郷土料理       | 村をすくう☆料理       |
| 213  | 郷土料理       | りんごの☆かくし味     |
| 214  | 郷土料理       | くだもの☆マジック     |
| 215  | 郷土料理       | うれしい☆たより       |
| 216  | 節分           | オニの☆ウワサ         |
| 217  | 節分           | オニより怖い☆先生     |
| 218  | 節分           | オニが嫌う☆魚         |
| 219  | 節分           | オニの☆笑顔           |
| 220  | 節分           | とお〜い☆春           |
| 221  | ロールケーキ   | まがたま☆ふたたび     |
| 222  | ロールケーキ   | じーたまの☆好物       |
| 223  | ロールケーキ   | くるくるの☆ひみつ     |
| 224  | ロールケーキ   | さようなら☆タマちゃん |
| 225  | ロールケーキ   | ミラクル☆ミミカ       |

## DVD
単巻『味楽る!ミミカ 味のマル』（全6巻）とこれらのセット『味楽る!ミミカ ミラクルBOX』がバップから2007年7月25日に同時発売された。2006年度の放送分を再編集したものが収録されている。
| 巻数 | 規格品番   | 収録話                                                                           | タマップキッチン                                                                          | 特典映像                                       |
| ---- | ---------- | -------------------------------------------------------------------------------- | ----------------------------------------------------------------------------------------- | ---------------------------------------------- |
| 1    | VPBY-15393 | ＃1「お嬢様☆登場」 ＃2「ふたりは☆迷コンビ？」                                    | 「ウフ・ア・ラ・ネージュ イチゴソース」 「プリプリ丼」                                    | 味のマル2予告                                  |
| 2    | VPBY-15394 | ＃3「なぞの☆お宝」 ＃4「みらくるな☆おまつり」                                    | 「あっさりさわやか おとうふアイス」 「なな色おにぎり」                                    | 味のマル3予告 ノンクレジットオープニングテーマ |
| 3    | VPBY-15395 | ＃5「げきとつ☆クラスメート」 ＃6「あこがれの☆パティシエール」                    | 「ラーメンピザ」 「レモンスカッシュゼリー」                                               | 味のマル4予告 ノンクレジットエンディングテーマ |
| 4    | VPBY-15396 | ＃7「学園の☆かいだん」 ＃8「ふっくら☆大ピンチ」 ＃9「秋の☆美味〜」               | 「花束クレープ」 「カレーライスパン」 「秋の味覚 きのこスープ茶漬け」                     | 味のマル5予告                                  |
| 5    | VPBY-15397 | ＃10「い組の☆女王」 ＃11「くるり☆美味〜」 ＃12「父からの☆手紙」                  | 「ミルクみそラーメン」 「ミラクル☆くるり寿司」 「ミラクル☆たまごハンバーグ」              | 味のマル6予告                                  |
| 6    | VPBY-15398 | ＃13「ケイコ先生の☆ケーキ」 ＃14「マルコと☆若だんな」 ＃15「ミスターDの☆挑戦状」 | 「りんごとはちみつ とろ〜りケーキ」 「いちご☆ティラミス」 「ミラクル☆オムライスおにぎり」 | 「味楽る！ミミカ」メイキング                   |
| BOX  | VPBY-12990 | 上記の内容全て                                                                   | 上記の内容全て                                                                            | 上記の内容全て                                 |

## CD
オフィスウォーカーのレコード「ロックチッパーレコード」からの発売。

## 漫画
『ぷっちぐみ』Vol.1からVol.11まで連載された。原作は春日あかね、作画はVol.1からVol.8までは春日あかね、Vol.9以降はつきりのゆみ、協力はNHKエデュケーショナル。レーベルはてんとう虫コミックススペシャル
| Vol.       | サブタイトル         | 原作       | 収録巻 |
| ---------- | -------------------- | ---------- | ------ |
| 1          | （無題）             | 第4話      | 第1巻  |
| 2          | キャベツ料理の巻     | 第9話      | 第1巻  |
| [ 注釈 4 ] | （無題）             | 第14話     | 第1巻  |
| 3          | コイン投げで勝負の巻 | 第24話     | 第2巻  |
| 4          | （無題）             | オリジナル | -      |
| 5          | （無題）             | オリジナル | -      |
| 6          | （無題）             | 第115話    | -      |
| 7          | （無題）             | 第135話    | -      |
| 8          | （無題）             | 第140話    | -      |
| 9          | （無題）             | 第165話    | -      |
| 10         | （無題）             | 第180話    | -      |
| 11         | （無題）             | 第185話    | -      |

| 巻数 | 発行日         | 発売日     | ISBN                   | 収録話                                                        |
| ---- | -------------- | ---------- | ---------------------- | ------------------------------------------------------------- |
| 1    | 2007年 5月28日 | 2007年 5月 | ISBN 978-4-09-140360-5 | 第1週「たまご料理」 第2週「キャベツ料理」 第3週「豆腐料理」   |
| 2    | 12月3日        | 11月28日   | ISBN 978-4-09-140414-5 | 第4週「おにぎり」 第5週「中国・イタリア料理」 第6週「ゼリー」 |

## ゲーム
味楽る!ミミカDS
カルチャーブレーンから2009年1月22日に発売されたニンテンドーDS用ゲームソフト。ストーリーはオリジナルのものとなっている。